# Se Vale TV
Se Vale es un programa de televisión de variedades y entretenimiento mexicano. Fue transmitido a partir del 1 de enero de 2007 por 4TV, y concluyó el 29 de diciembre de 2012 por el canal de las Estrellas, siendo emitido de lunes a viernes, y en sus últimos años también los sábados. 

## Historia
Sus primeros conductores fueron Raúl Magaña, Cecilia Galliano y Tony Balardi, además del coreógrafo René Quiróz, que sería su primera aparición como conductor en televisión, presentando la sección "Que todo México se entere", pero meses después se retiraría del programa. En agosto de ese mismo año se integró Yuliana Peniche. En el mes de abril de 2008, Cecilia Galliano anunciaría su retiro por estar en un nuevo programa Qué Tarde Tan Padre sin embargo otras versiones señalan que fue despedida del programa por haberse bajado parte del calzón al aire (mostrando así parte de su entrepierna, lo cual está prohibido en TV abierta) así quien ocupó su lugar fue Tania Riquenes. A mediados del 2008 Amanda Rosa se integra al elenco. En junio del 2009 anuncian el retiro de Yuliana Peniche y ocupó su lugar primero Zuly Cano y después oficialmente Mariana Echeverría la cual fue despedida en abril de 2011 Temporalmente estaba Ilse Ikeda como conductora invitada y así mismo una temporada estuvo como conductora Vanessa Huppenkothen. Yuliana Peniche regresa en septiembre de ese mismo año y en junio del 2012 sale de Se Vale. En octubre de 2012 Amanda Rosa salió del programa y su lugar fue ocupado por Ilse Ikeda. Para el 29 de diciembre de 2012 se anuncia que fue el último programa de Se Vale terminando con los conductores Raúl Magaña, Tania Riquenes, Ilse Ikeda y Brigitte Salmón

## Presentadores
- Raúl Magaña (2007-2012)
- Cecilia Galliano (2007-2008)
- Sugey Ábrego (2008-2009)
- Tania Riquenes (2008-2012)
- Amanda Rosa (2008-2012)
- Mariana Echeverría (2009-2011)
- Yuliana Peniche (2007-2009 / 2011-2012)
- Tony Balardi (2007)
- Ilse Ikeda (2011)
- Vanessa Huppenkothen (2011)

- Datos: Q24934957